# Canton de Bonneuil-sur-Marne
Le canton de Bonneuil-sur-Marne est une ancienne division administrative française située dans le département du Val-de-Marne et la région Île-de-France.
Le canton est supprimé lors du redécoupage cantonal de 2014 en France, et son territoire est intégré dans le nouveau Canton de Saint-Maur-des-Fossés-2.

## Histoire
Le canton de Bonneuil-sur-Marne, qui comprenait la commune de Bonneuil-sur-Marne et le sud-est de celle de Saint-Maur-des-Fossés a été créé lors de la mise en place du département du Val-de-Marne par le décret du 20 juillet 1967.
Le décret du 24 décembre 1984 en extrait la partie la partie de la commune de Saint-Maur-des-Fossés, érigée en canton de Saint-Maur-La Varenne, et il ne reste dans le canton de Bonneuil que la commune de Bonneuil-sur-Marne.
Un nouveau découpage territorial du Val-de-Marne entré en vigueur à l'occasion des premières élections départementales suivant le décret du 17 février 2014. Les conseillers départementaux sont, à compter de ces élections, élus au scrutin majoritaire binominal mixte. Les électeurs de chaque canton élisent au Conseil départemental, nouvelle appellation du Conseil général, deux membres de sexe différent, qui se présentent en binôme de candidats. Les conseillers départementaux sont élus pour 6 ans au scrutin binominal majoritaire à deux tours, l'accès au second tour nécessitant 12,5 % des inscrits au 1er tour. En outre, la totalité des conseillers départementaux est renouvelée. Ce nouveau mode de scrutin nécessite un redécoupage des cantons dont le nombre est divisé par deux avec arrondi à l'unité impaire supérieure si ce nombre n'est pas entier impair, assorti de conditions de seuils minimaux. Dans le Val-de-Marne le nombre de cantons passe ainsi de 49 à 25.
Dans ce cadre, le canton est supprimé, et son territoire intégré dans celui de Saint-Maur-des-Fossés-2.

## Administration
| Période   | Période | Identité          | Étiquette    | Qualité                                                                                           |
| --------- | ------- | ----------------- | ------------ | ------------------------------------------------------------------------------------------------- |
| 1967      | 1979    | Eugène Metz       | UDR puis RPR | Adjoint au Maire de Saint-Maur-des-Fossés                                                         |
| 1979      | 1998    | Bernard Ywanne    | PCF          | Instituteur Maire de Bonneuil-sur-Marne (1971 → 2004) Chevalier de la Légion d'honneur            |
| 1998      | 2011,   | Danielle Maréchal | PCF          | Institutrice retraitée Adjointe au Maire de Bonneuil-sur-Marne Vice-Présidente du Conseil Général |
| mars 2011 | 2015    | Patrick Douet     | PCF          | Syndicaliste à La Poste Maire de Bonneuil-sur-Marne (2004 → 2021)                                 |

## Composition

### Période 1967 - 1984
Le canton était constitué, selon la toponymie du décret de 1967, de :  
« a) La commune de Bonneuil-sur-Marne.
b) La partie de la commune de Saint-Maur-des-Fossés sise au Sud-Est de la limite » constituée «  par l'avenue de Verdun (côtés pair et impair, jusqu'à la voie ferrée), la voie ferrée (jusqu'à
l'extrémité de la rue de Buffon), la rue de Buffon (côtés pair et impair, jusqu'à l'avenue Didier), l'avenue Didier (côtés pair et impair, jusqu'à l'avenue du Bac),
l'avenue du Bac (côtés pair et impair, jusqu'à la rue Louis-Blanc), la rue Louis-Blanc (non incluse, jusqu'au boulevard de la Marne), le boulevard de la Marne (non inclus, jusqu'à la place Gambetta), le boulevard de Bellechasse (côtés pair et impair, jusqu'à la rue du Docteur-Roux) et la rue du Docteur-Roux (côtés pair et impair) jusqu'à la Marne ».

### Période 1984 - 2015
Le canton n'était plus constitué que de la commune de Bonneuil-sur-Marne.
| Communes           | Population (2012) | Code postal | Code Insee |
| ------------------ | ----------------- | ----------- | ---------- |
| Bonneuil-sur-Marne | 15 889            | 94 380      | 94 011     |

## Démographie (composition de 1984 - 2015)
| 1962  | 1968   | 1975   | 1982   | 1990   | 1999   | 2009 |
| ----- | ------ | ------ | ------ | ------ | ------ | ---- |
| 7 090 | 12 317 | 16 180 | 14 593 | 13 626 | 15 889 | -    |